# Kosmosiphon azureus
Kosmosiphon es un género monotípico de plantas con flores perteneciente a la familia Acanthaceae. Su única especie: Kosmosiphon azureus Lindau, es una planta herbácea natural de África tropical.

## Taxonomía
Kosmosiphon azureus fue descrita por el botánico, pteridólogo y micólogo alemán, Gustav Lindau y publicado en Botanische Jahrbücher für Systematik, Pflanzengeschichte und Pflanzengeographie 49: 401, en el año 1913. (28 Mar 1913)